# Самаркандский музей-заповедник
Самаркандский государственный объединённый историко-архитектурный и художественный музей-заповедник (узб. Samarqand davlat birlashgan tarixiy-me'moriy va badiiy muzey-qo'riqxonasi) — музей-заповедник в Самарканде в Узбекистане. Создан в 1982 году.
Фонды музея-заповедника насчитывают более 235 000 экспонатов.

## История
В 1874 году в Самарканде открыт любительский музей. Был упразднён при туркестанском генерал-губернаторе Михаиле Черняеве (1882—1884).
21 июля 1896 года Самаркандский областной статистический комитет открыл музей. Музей размещался в одной из комнат домика при Георгиевской церкви и носил название «Музеума Самаркандского статистического комитета». Основателем и директором был археолог и Василий Лаврентьевич Вяткин, он добился строительства специального музейного здания. В 1911 году был открыт Самаркандский городской музей, с 1930 года — Самаркандский областной музей, в 1930—1937 гг. — Государственный центральный музей Узбекистана, в 1937—1945 гг. — Самаркандский областной историко-краеведческий музей.
В марте 1939 года работником музея Н. Г. Харламовым открыта Самаркандская стоянка позднего палеолита на берегу искусственного озера в городском парке в черте Самарканда.
В 1945—1955 гг. носил название Республиканский музей культуры узбекского народа, в 1955—1969 гг. — Республиканский музей истории культуры и искусства Узбекистана.
В 1969 году создан Государственный музей истории культуры и искусства Узбекской ССР им. А. Икрамова, один из крупнейших музеев республики.
В 1982 году на его базе создается Самаркандский государственный объединённый историко-архитектурный и художественный музей-заповедник.

## Состав музея-заповедника
В состав музея-заповедника входят 11 музеев, 3 исторических памятников.:
- Государственный музей истории культуры Узбекистана
- Самаркандский областной краеведческий музей
- Музей основания города Самарканда на городище Афросиаб
- Обсерватория Улугбека
- Мемориальный дом-музей Садриддина Айни
- Каттакурганский городской историко-краеведческий музей
- Музей истории Иштыханского района
- Музей истории Пахтачинского района
- Мечеть Биби-Ханым (Соборная мечеть Амира Темура)
- Дом музей Махмудхужа Бехбудий
- Медресе Нодир-Диван-Беги (Нодира Девонбеги)
- Гур-Эмир (Мавзолей Амира Темура)
- Дом -музей Хожа Абдулазиз Абдурасулов
- Дом музей Эргаш Джуманбулбул угли

## Книга-альбом
В 2017 году Всемирное общество по изучению, сохранению и популяризации культурного наследия Узбекистана при участии председателя попечительского совета  Бахтиера Фазылова, председателя научного совета Эдварда Ртвеладзе, а также председателя правления Всемирного общества и руководителя проекта «Культурное наследие Узбекистана» Фирдавса Абдухаликова приняло решение подготовить и опубликовать книгу-альбом из серии «Культурное наследие Узбекистана в собраниях мира», посвящённое коллекции Государственного музея истории и культуры Узбекистана «Собрание Самаркандского Государственного музея-заповедника». Фирдавс Абдухаликов совместно с академиком, доктором искусствоведения, заведующий отделом изобразительного и декоративно-прикладного искусства Акбаром Хакимовым и сотрудниками музея Ольгой Погореловой и Елизаветой Лушниковой приступили к подготовке издания. Экспонаты музея, представленные в альбоме, позволяют  охватить промежуток времени с древнейших времен до IV в. до н.э. вплоть до XX века. Так, эпоха бронзы представлена уникальными образцами ювелирных украшений, изделиями из глины, петроглифами. Античная эпоха представлена коллекцией монет, фрагментами горельефов и терракотовых фризов. Наиболее запоминающимся предметом искусства раннего средневековья, представленным в альбоме, можно считать фрагменты настенной росписи Афрасиаба, а также терракотовые скульптуры и оссуарии. Ознакомиться с мусульманским (IX – нач. XIII вв.) и Тимуридским Ренессансом XIV – нач. XVI вв. можно по манускриптам, музыкальным инструментам, предметам быта. Вторая половина ХIХ – начала ХХ вв.. представлена предметами быта, одеждой и картинами современных художников. Презентация книги-альбома прошла в рамках III Международного конгресса Всемирного общества по изучению, сохранению и популяризации культурного наследия Узбекистана, открытие которого состоялось в августе 2019 г. в Ташкенте.
Также Всемирным обществом был подготовлен документальный фильм, посвящённый коллекции Музея.